# Memilmuk
El memilmuk es un plato coreano, una variedad de muk hecho con almidón de alforfón que tiene una consistencia parecida a la de la gelatina. Tiene un color marrón grisáceo y suele comerse como memilmuk muchim (메밀묵무침), un banchan (guarnición) en la que se mezclan trozos de memilmuk con kimchi, semillas de sésamo molidas y salsa de soja.
El memilmuk fue un plato distintivo de Corea durante mediados del siglo XX, y sigue siendo ampliamente servido por vendedores ambulantes y restaurantes del Corea del Sur. Cuando se bebe soju, puede también servirse memilmuk como anju.
Algunos platos parecidos son el nokdumuk y el hwangpomuk, hechos ambos con almidón de frijol chino, y el dotorimuk, que se hace con almidón de bellota, así como el japonés konnyaku (konjac), que se hace del cormo del Amorphophallus konjac.

## Folclore
En la antigüedad se creía que el memilmuk era irresistible para los dokkaebi.